# گروه آتشفشانی کوچیکیتو
گروه آتشفشانی کوچیکیتو (به اسپانیایی: Cochiquito Volcanic Group) یک کوه در آرژانتین است. گروه آتشفشانی کوچیکیتو ۱٬۴۳۵ متر بالاتر از سطح دریا واقع شده‌است.